# Martin Novák (lední hokejista)
Martin Novák (* 2. listopadu 1988 Praha) je český lední hokejista hrající na pozici útočníka.

## Život
S hokejem začínal v pražské Spartě. V sezóně 2003/2004 hrál za výběr do osmnácti let ve Slovanu Ústí nad Labem. Následující ročník (2004/2005) patřil do kádru stejné věkové kategorie libereckých Bílých Tygrů. Následně měl od hokeje rok pauzu a pro sezónu 2006/2007 nastupoval opět za Ústí nad Labem, a to za tamní juniorský výběr. Současně hostoval mezi muži Děčína a posléze též Jablonce nad Nisou. Ročník 2007/2008 opět nastupoval za ústecké juniory, ale zahrál si též za muže tohoto celku a v jednom utkání v rámci střídavých startů vypomohl i Mostu.
Sezónu 2008/2009 nastupoval za muže Ústí nad Labem a následně hostoval v děčínském i litoměřickém celku. Na hostování ve Stadionu Litoměřice strávil celý ročník 2009/2010, po jehož konci do klubu přestoupil. Stal se tak na dalších pět let (2010/2011 až 2014/2015) jeho stálým členem. Poslední ze sezón, kdy dělal litoměřickému týmu kapitána, odehrál dvě utkání i za pražskou Spartu. Poté na sezónu 2015/2016 přestoupil do Prostějova, nicméně rovněž odtud v jednom utkání v rámci hostování Spartě vypomohl. Členem kádru prostějovského týmu byl i v ročníku 2016/2017.
Po něm přestoupil do Českých Budějovic, ve kterých od ročníku 2017/2018 vydržel až do 2020/2021. Mezi tím v průběhu sezóny 2018/2019 nastoupil k jednomu utkání za Spartu Praha, kdy za ní hrál v utkání na ledě Komety Brno. Pro sezónu 2021/2022 opětovně přestoupil z jihu Čech do prostějovského celku. Zůstal zde i další ročník (2022/2023), během něhož i hostoval, a to v královéhradeckém Mountfieldu a SC Kolín. Následně, pro ročník 2023/2024, přestoupil do Zlína. Po roce opět měnil klub a stal se členem pražské Slavie.